# 四臭化テルル
四臭化テルル(Tellurium tetrabromide)は、化学式TeBr4の無機化合物である。四塩化テルルと似た四量体構造を持つ。臭素とテルルの反応で得られる。四臭化テルルの蒸気は、次のように解離する。
TeBr4 → TeBr2 + Br2
融解状態では導体であり、陽イオンTeBr3+と陰イオンBr-に解離する。ベンゼンやトルエンに溶けると、非イオン化四量体Te4Br16として存在する。アセトニトリルのようなドナー性溶媒の中では、CH3CNイオン錯体が形成され、溶液は導体になる。
TeBr4 + 2CH3CN → (CH3CN)2TeBr3+ + Br−